# 埃德温·S·波特
埃德温·斯坦顿·波特（英語：Edwin Stanton Porter；1870年4月21日—1941年4月30日），美国电影先驱，以爱迪生制造公司和名角电影公司制片人、导演、工作室经理和摄影师身份而闻名。波特共创作了250余部电影，其中最重要的有《纽约23街上发生了什么》（1901年）《杰克与豌豆》（1902年）《一个美国消防员的生活》（1903年）《火车大劫案》（1903年）《欧洲静养治疗》（1904年）《偷窃者》（1905年）《牛仔的生活》（1906年）《虎口余生》（1908年）和《曾达的囚徒》（1913年）。